# Sant Pere de Laner

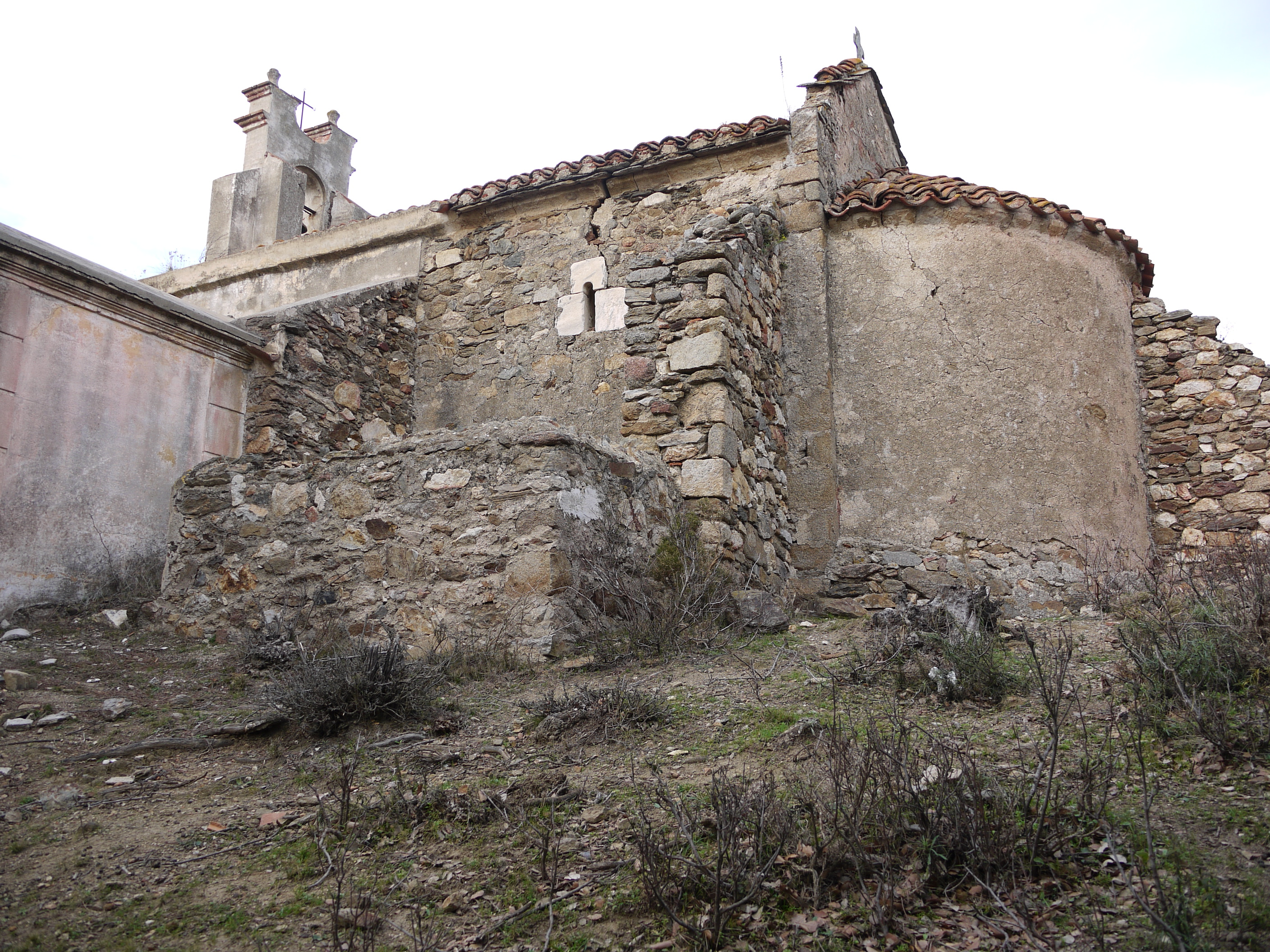
Absis i façana sud

Sant Pere de Laner, o de Llaner, és una antiga església parroquial de la comuna nord-catalana de les Cluses, a la comarca del Vallespir.
És al nord del terme comunal, a prop del Mas d'en Calcina. Està situada a la vall del Rec del Puig de l'Estella, al vessant meridional del Puig de l'Estella, al lloc anomenat la Pedra Blanca.

## Història
El lloc de Laner apareix documentat ja el 1095, en una donació a Santa Maria de Vilabertran. El 1100 torna a sortir en una acta testamentària. A l'edat mitjana consta com a parròquia del territori nord-occidental de les Cluses, i el 1177, una altra donació, aquesta a Santa Maria de Panissars, esmenta la parròquia de Sant Pere de Laner. Encara, el 1200 torna a ser esmentada la parrochia de Laner. I torna a ser esmentada el 1311 (Lanerio), el 1375 (Sancti Petri de Lanerejo) i el 1395 (Sent Pere de Lener). En època moderna deixa de ser parròquia i passa a ser una capella dependent de Santa Maria de la Clusa. Esdevé capella del veí Mas d'en Calcina, i el cementiri es conserva, però pràcticament només per a ús d'aquesta masia, que hi construeix un bell mausoleu.

## Arquitectura
És una església petita, d'una sola nau, amb absis semicircular a llevant, dins dels cànons del romànic rural. La volta que la cobreix és seguida, de forma apuntada. L'absis, que és més baix que la nau, té la volta ametllada, i comunica amb la nau per un arc triomfal d'un sol plec. L'interior és del tot encalcinat. A l'altar major hi ha un petit retaule barroc.
La porta és a ponent. És de dos arcs de mig punt en degradació, amb dovelles llargues i estretes ben tallades, amb carreus grossos als muntants. Al damunt hi ha una finestra de doble esqueixada amb un arc de mig punt. Al capdamunt de la façana de ponent hi ha un campanar d'espadanya d'un sol ull d'època moderna.
Als murs laterals, així com a l'absis, hi ha una cornisa motllurada, de secció de pla i bisell. Al mur meridional hi ha una finestra d'una sola esqueixada, molt primitiva, amb dos carreus fent de muntants i una llinda retallada formant un arc de mig punt, tot de marbre blanc de Ceret. El centre de l'absis presenta una finestra molt semblant, tot i que no es pot veure a l'interior.
Hi ha uns contraforts més tardans, respecte de l'església, a l'absis i al mur nord. L'aparell de l'edifici és de blocs de pedra trencada, units amb morter, i s'hi alternen fragments d'esquits allargassats amb blocs voluminosos de granit. A les cantoneres hi ha carreus ben tallats de mida mitjana. En el conjunt, hi ha elements que són del segle xi, si no anteriors, i d'altres que remeten ja al xii.